# Gazosa La Fiorenzana
Gazosa La Fiorenzana è una bevanda analcolica frizzante tipica della Svizzera. Creata nel 1921, è prodotta e imbottigliata a Grono, nel Canton Grigioni.

## Storia
Gazosa La Fiorenzana è stata creata da Francesco Tonna nel 1921, in un piccolo scantinato sotto casa. La ricetta non ha subito modifiche nel corso degli anni ed è, nell'ambito della gazzosa, una delle più antiche della Svizzera ad essere ancora in produzione.
Nel 1921 il processo produttivo poteva richiedere anche settimane e veniva svolto in maniera rudimentale; lo sciroppo era preparato all'aperto in una grande caldera, e successivamente messo sul fuoco per la cottura. In seguito si passava al filtraggio del composto che infine veniva messo all’interno di damigiane fino al giorno dell'imbottigliamento. In quest'ultima fase si mischiavano acqua e anidride carbonica, dando origine all’acqua gasata, la quale veniva unita alla dose di sciroppo e imbottigliata. Infine, il meccanismo trasportava la bottiglia al punto di partenza dove veniva chiusa a mano. Il ritmo era di circa 180 bottiglie l'ora.
La produzione ebbe una frenata nel corso degli anni '80.
Al 2024, nonostante l'introduzione di macchinari moderni, il processo di produzione è rimasto sostanzialmente invariato, e prevede ancora la preparazione dello sciroppo "a caldo". La produzione è tuttora svolta dalla famiglia Ponzio.

## Descrizione

### Aromi
La Fiorenzana è disponibile in nove varietà diverse: limone, mandarino, chinotto, mirtillo, lampone, pompelmo, bergamotto, arancia amara e arancia dolce.

### Valori nutrizionali
| Gusto         | Valore energetico | Materia grassa | Carboidrati | Proteine | Sale   |
| ------------- | ----------------- | -------------- | ----------- | -------- | ------ |
| Limone        | 172 kJ / 40 kcal  | <0,05 g        | 10,1 g      | <0,1 g   | <0,1 g |
| Mirtillo      | 175 kJ / 41 kcal  | 0,1 g          | 9,3 g       | 0,8 g    | <0,1 g |
| Lampone       | 179 kJ / 42 kcal  | 0,1 g          | 10,3 g      | <0,1 g   | <0,1 g |
| Bergamotto    | 187 kJ / 44 kcal  | <0,05 g        | 11 g        | <0,1 g   | <0,1 g |
| Mandarino     | 187 kJ / 44 kcal  | <0,05 g        | 10,5 g      | 0,5 g    | <0,1 g |
| Pompelmo      | 204 kJ / 48 kcal  | <0,05 g        | 11,9 g      | 0,1 g    | <0,1 g |
| Chinotto      | 179 kJ / 42 kcal  | <0,05 g        | 10,5 g      | <0,1 g   | <0,1 g |
| Arancia Dolce | 204 kJ / 48 kcal  | 0,1 g          | 11,7 g      | 0,1 g    | <0,1 g |
| Arancia Amara | 209 kJ / 49 kcal  | <0,05 g        | 12,3 g      | <0,1 g   | <0,1 g |

## Distribuzione
Il prodotto è disponibile in tutta la Svizzera, nei Paesi Bassi e in alcune zone di confine in Germania. Inizialmente veniva distribuito solo localmente in Val Mesolcina, ma dai primi anni 2000 la distribuzione si è estesa anche oltre le Alpi, dove oggi è maggiormente conosciuto.

## Nome
La bevanda deve il suo nome alla Torre Fiorenzana, edificio medievale che si erge accanto alla fabbrica di produzione a Grono.